# Campeonato Gronelandês de Futebol
O Campeonato Groenlandês  de Futebol [groenlandês: Nunaanni Pissartanngorniunneq (NP), dinamarquês: Grønlandsk Mesterskab (GM)], é a principal competição de futebol masculino da Groenlândia desde 1954. 
Desde 1971 é organizado pela Associação de Futebol da Gronelândia (gronelandês: Kalaallit Arsaattartut Kattuffiat, dinamarquês: Grønlands Boldspilunion). 
Esta associação não faz parte da FIFA ou de qualquer outra confederação continental.  O B-67 Nuuk é o clube de maior sucesso ao vencer o campeonato por 16 vezes. 

## Formato
O campeonato é frequentemente chamado de torneio incomum e único, já que as finais duram apenas uma semana. Isso ocorre porque os clubes de futebol do grande país estão muito distantes. A Gronelândia não tem estradas entre as cidades, por isso são necessárias viagens aéreas caras ou longas viagens marítimas. Portanto, a competição tem várias eliminatórias regionais, sediadas num único local, antes das finais de 8 equipas (a partir de 2022) serem sediadas num único local, que muda todos os anos. Esses locais incluíram Ammassalik, Nanortalik e Kangaatsiaq . 

## Vencedores anteriores
Lista dos vencedores do Campeonato Gronelandês de Futebol:
[carece de fontes?]
| Época          | Campeões                           | Sede           |
| Campeonato GIF | Campeonato GIF                     | Campeonato GIF |
| -------------- | ---------------------------------- | -------------- |
| 1954–55        | Nuuk IL (1)                        | Ilulissat      |
| 1958           | Grønlands Seminarius Sportklub (1) | Qaqortoq       |
| 1959–60        | Nanok-50 (1)                       | Nuuk           |
| 1963–64        | Kissaviarsuk-33 (1)                | Nuuk           |
| 1966–67        | Kissaviarsuk-33 (2)                | Nuuk           |
| 1967–68        | Tupilak-41 (1)                     | Nuuk           |
| 1969           | Kissaviarsuk-33 (3)                | Nuuk           |
| 1970           | Tupilak-41 (2)                     | Sisimiut       |
| Campeonato GBU |                                    |                |
| 1971           | Tupilak-41 (3)                     | Nuuk           |
| 1972           | Grønlands Seminarius Sportklub (2) | Nuuk           |
| 1973           | Grønlands Seminarius Sportklub (3) | Nuuk           |
| 1974           | Siumut Amerdlok Kunuk (1)          | Sisimiut       |
| 1975           | Grønlands Seminarius Sportklub (4) | Aasiaat        |
| 1976           | Grønlands Seminarius Sportklub (5) | Nuuk           |
| 1977           | Nagdlunguaq-48 (1)                 | Sisimiut       |
| 1978           | Nagdlunguaq-48 (2)                 | Nuuk           |
| 1979           | CIF-70 Qasigiannguit (1)           | Aasiaat        |
| 1980           | Nagdlunguaq-48 (3)                 | Qaqortoq       |
| 1981           | Nuuk IL (2)                        | Sisimiut       |
| 1982           | Nagdlunguaq-48 (4)                 | Nuuk           |
| 1983           | Nagdlunguaq-48 (5)                 | Paamiut        |
| 1984           | Nagdlunguaq-48 (6)                 | Ilulissat      |
| 1985           | Nuuk IL (3)                        | Nuuk           |

| Época | Campeões                  | Sede          |
| ----- | ------------------------- | ------------- |
| 1986  | Nuuk IL (4)               | Nuuk          |
| 1987  | Kissaviarsuk-33 (4)       | Maniitsoq     |
| 1988  | Kissaviarsuk-33 (5)       | Aasiaat       |
| 1989  | Kagssagssuk Maniitsoq (1) | Qaqortoq      |
| 1990  | Nuuk IL (5)               | Nuuk          |
| 1991  | Kissaviarsuk-33 (6)       | Sisimiut      |
| 1992  | Aqigssiaq Maniitsoq (1)   | Ilulissat     |
| 1993  | B-67 Nuuk (1)             | Qaqortoq      |
| 1994  | B-67 Nuuk (2)             | Nuuk          |
| 1995  | Kugsak-45 (1)             | Sisimiut      |
| 1996  | B-67 Nuuk (3)             | Nuuk          |
| 1997  | Nuuk IL (6)               | Maniitsoq     |
| 1998  | Kissaviarsuk-33 (7)       | Qaqortoq      |
| 1999  | B-67 Nuuk (4)             | Nuuk          |
| 2000  | Nagdlunguaq-48 (7)        | Qasigiannguit |
| 2001  | Nagdlunguaq-48 (8)        | Sisimiut      |
| 2002  | Kugsak-45 (2)             | Ilulissat     |
| 2003  | Kissaviarsuk-33 (8)       | Qaqortoq      |
| 2004  | FC Malamuk (1)            | Nuuk          |
| 2005  | B-67 Nuuk (5)             | Uummannaq     |
| 2006  | Nagdlunguaq-48 (9)        | Sisimiut      |
| 2007  | Nagdlunguaq-48 (10)       | Nuuk          |
| 2008  | B-67 Nuuk (6)             | Qaqortoq      |
| 2009  | Godhavn-44 (1)            | Qeqertarsuaq  |
| 2010  | B-67 Nuuk (7)             | Nuuk          |

| Época | Campeões                                | Sede                                    |
| ----- | --------------------------------------- | --------------------------------------- |
| 2011  | Godhavn-44 (2)                          | Sisimiut                                |
| 2012  | B-67 Nuuk (8)                           | Ilulissat                               |
| 2013  | B-67 Nuuk (9)                           | Qaqortoq                                |
| 2014  | B-67 Nuuk (10)                          | Nuuk                                    |
| 2015  | B-67 Nuuk (11)                          | Qasigiannguit                           |
| 2016  | B-67 Nuuk (12)                          | Nuuk                                    |
| 2017  | Inuit Timersoqatigiiffiat-79 (1)        | Qeqertarsuaq                            |
| 2018  | B-67 Nuuk (13)                          | Nuuk                                    |
| 2019  | Nagdlunguaq-48 (11)                     | Sisimiut                                |
| 2020  | Cancelado devido à pandemia de COVID-19 | Cancelado devido à pandemia de COVID-19 |
| 2021  | Cancelado devido à pandemia de COVID-19 | Cancelado devido à pandemia de COVID-19 |
| 2022  | Nagdlunguaq-48 (12)                     | Ilulissat                               |
| 2023  | B-67 Nuuk (14)                          | Qaqortoq                                |
| 2024  | B-67 Nuuk (15)                          | Qeqertarsuaq                            |
| 2025  | B-67 Nuuk (16)                          | Nuuk                                    |

### Por número de vitórias
Número de vitórias no Campeonato Gronelandês de Futebol:
[carece de fontes?]
| Clube                          | Vitórias | Anos vencedores                                                                                 |
| ------------------------------ | -------- | ----------------------------------------------------------------------------------------------- |
| B-67 Nuuk                      | 16       | 1993, 1994, 1996, 1999, 2005 , 2008, 2010, 2012, 2013, 2014, 2015, 2016, 2018, 2023, 2024, 2025 |
| Nagdlunguaq-48                 | 12       | 1977, 1978, 1980, 1982, 1983, 1984, 2000, 2001, 2006, 2007, 2019, 2022                          |
| Kissaviarsuk-33                | 8        | 1964, 1967, 1969, 1987, 1988, 1991, 1998, 2003                                                  |
| Nuuk IL                        | 6        | 1955, 1981, 1985, 1986, 1990, 1997                                                              |
| Grønlands Seminarius Sportklub | 5        | 1958, 1972, 1973, 1975, 1976                                                                    |
| Tupilak-41                     | 3        | 1968, 1970, 1971                                                                                |
| Kugsak-45                      | 2        | 1995, 2002                                                                                      |
| Godhavn-44                     | 2        | 2009, 2011                                                                                      |
| Nanok-50                       | 1        | 1960                                                                                            |
| Siumut Amerdlok Kunuk          | 1        | 1974                                                                                            |
| CIF-70 Qasigiannguit           | 1        | 1979                                                                                            |
| Aqigssiaq Maniitsoq            | 1        | 1992                                                                                            |
| FC Malamuk                     | 1        | 2004                                                                                            |
| Inuit Timersoqatigiiffiat-79   | 1        | 2017                                                                                            |